# Much Marcle
Much Marcle – wieś w Anglii, w hrabstwie Herefordshire. Leży 17 km na południowy wschód od miasta Hereford i 173 km na zachód od Londynu.